# 洪惠馨
洪惠馨（1935年8月—），男，汉族，福建南安人，中华人民共和国海洋生物学家、政治人物。曾任厦门水产学院副院长。第八、九届全国政协委员。